# Кизил-Юлдуз (Чекмагушівський район)
Кизи́л-Юлду́з (рос. Кызыл-Юлдуз, башк. Ҡыҙыл Йондоҙ) — присілок у складі Чекмагушівського району Башкортостану, Росія. Входить до складу Урняцької сільської ради.
Населення — 2 особи (2010; 7 у 2002).
Національний склад:
- татари — 100 %